# Liste der Naturschutzgebiete in der Stadt Dresden
In der Stadt Dresden gibt es vier Naturschutzgebiete.
| Name des Gebietes                | Bild           | Kennung | WDPA      | Landkreis / Stadt                                   | Beschreibung / Bemerkungen | Standort | Fläche in Hektar | Datum der Verordnung |
| -------------------------------- | -------------- | ------- | --------- | --------------------------------------------------- | -------------------------- | -------- | ---------------- | -------------------- |
| Dresdner Elbtalhänge             | weitere Bilder | D 104   | 378065    | Landkreis Sächsische Schweiz-Osterzgebirge, Dresden |                            | Position | 203,6            | 2007                 |
| Elbinseln Pillnitz und Gauernitz | weitere Bilder | D 35    | 165003    | Landkreis Meißen, Dresden                           |                            | Position | 23,5             | 2006                 |
| Seifersdorfer Tal                | weitere Bilder | D 33    | 165549    | Landkreis Bautzen, Dresden                          |                            | Position | 58,55            | 1982                 |
| Ziegeleigruben Prohlis und Torna | weitere Bilder | D 109   | 555588706 | Dresden                                             |                            | Position | 12,49            | 2014                 |